# Калинков паяк
Калинковите паяци (Eresus kollari) са вид паякообразни от семейство Eresidae.
Таксонът е описан за пръв път от Фридрих Роси през 1846 година.

## Подвидове
- Eresus kollari bifasciatus
- Eresus kollari frontalis
- Eresus kollari ignicomis
- Eresus kollari illustris
- Eresus kollari latefasciatus
- Eresus kollari tricolor